# زاون یدیگاریانس
زاون یدیگاریانس (زادهٔ ۱ آبان ۱۲۹۳ تبریز - درگذشتهٔ ۲۷ شهریور ۱۳۸۷ تبریز) موسیقی‌دان، نوازندهٔ ویلن و پداگوژیست موسیقی ارمنی‌تبار اهل ایران بود.

## زندگی هنری
زاون یدیگاریانس (زاون یادگاریان) ۱ آبان سال ۱۲۹۳ در تبریز متولد شد. از کودکی فراگیری ویلن را آغاز کرد. بعد از اتمام تحصیلات در کالج موسیقی، نزد استادانی همچون: «شاهین دلانیان»، «لئون گریگوریان»، «بابگن تامرازیان» و «شاواش باغداساریان» به تکمیل آموخته‌های موسیقی خود پرداخت. پس از آن به تهران دعوت شد و با ارکسترهای مختلف همکاری خود را آغاز کرد. او پس از ۵ سال به تبریز بازگشت و «هنرستان موسیقی تبریز» را با همراهی چند هنرمند دیگر پایه‌گذاری نمود و از ابتدای تأسیس هنرستان در اوایل دهه ۳۰ به عنوان اولین استاد هنرستان موسیقی تبریز تا زمان انحلال در سال ۱۳۵۸ به تدریس موسیقی در این هنرستان پرداخت.
او پس از انقلاب سال ۱۳۵۷ به‌عنوان عضو شورای موسیقی با اداره کل ارشاد استان آذربایجان شرقی همکاری کرد و همچنان به تدریس ویلن و تربیت شاگردان ادامه داد. وی دارای مدرک درجه یک هنری از وزارت ارشاد بود. از جمله شاگردان او می‌توان به «خاچیک بابایان» و «بهمن مه آبادی» اشاره نمود.
در مهر ۱۳۸۷ مراسم بزرگداشت «زاون یدیگاریانس» در تبریز برگزار شد.

## درگذشت
زاون یدیگاریانس در ۲۷ شهریور سال ۱۳۸۷ در سن ۹۵ سالگی در تبریز درگذشت و در آرامستان ارامنه تبریز به خاک سپرده شد.